# Communauté de communes du Pays de L’Arbresle
Die Communauté de communes du Pays de l’Arbresle, abgekürzt CCPA, ist ein französischer Gemeindeverband mit Rechtsform einer Communauté de communes im Département Rhône, dessen Verwaltungssitz sich in dem Ort L’Arbresle befindet. Er liegt etwa 25 km nordwestlich von Lyon in hügeligem Gelände zwischen den Monts du Lyonnais und dem Beaujolais. Der Ende 1994 gegründete Gemeindeverband besteht aus 17 Gemeinden auf einer Fläche von 183,89 km², Präsident des Gemeindeverbandes ist Pierre-Jean Zannettacci.

## Aufgaben
Zu den vorgeschriebenen Kompetenzen gehören die Entwicklung und Förderung wirtschaftlicher Aktivitäten und des Tourismus sowie die Raumplanung auf Basis eines Schéma de Cohérence Territoriale. Der Gemeindeverband bestimmt die Wohnungsbaupolitik und organisiert die Schulbusverbindungen. Er betreibt die Abwasserentsorgung, die Müllabfuhr und ‑entsorgung, die Straßenmeisterei und einen Schlachthof. Zusätzlich baut und unterhält der Verband Kultur- und Sporteinrichtungen und fördert Veranstaltungen im Bereich Kultur.

## Mitgliedsgemeinden
Folgende 17 Gemeinden gehören der Communauté de communes du Pays de l’Arbresle an:
| Gemeinde                                     | Einwohner 1. Januar 2022 | Fläche km² | Dichte Einw./km² | Code INSEE | Postleitzahl |
| -------------------------------------------- | ------------------------ | ---------- | ---------------- | ---------- | ------------ |
| Bessenay                                     | 2.351                    | 14,01      | 168              | 69021      | 69690        |
| Bibost                                       | 543                      | 5,23       | 104              | 69022      | 69690        |
| Bully                                        | 2.144                    | 12,59      | 170              | 69032      | 69210        |
| Chevinay                                     | 586                      | 8,82       | 66               | 69057      | 69210        |
| Courzieu                                     | 1.178                    | 27,04      | 44               | 69067      | 69690        |
| Dommartin                                    | 2.607                    | 7,22       | 361              | 69076      | 69380        |
| Éveux                                        | 1.169                    | 3,32       | 352              | 69083      | 69210        |
| Fleurieux-sur-l’Arbresle                     | 2.299                    | 9,51       | 242              | 69086      | 69210        |
| L’Arbresle                                   | 6.469                    | 3,36       | 1.925            | 69010      | 69210        |
| Lentilly                                     | 6.541                    | 18,39      | 356              | 69112      | 69210        |
| Sain-Bel                                     | 2.568                    | 3,68       | 698              | 69171      | 69210        |
| Saint-Germain-Nuelles                        | 2.252                    | 8,54       | 264              | 69208      | 69210        |
| Saint-Julien-sur-Bibost                      | 605                      | 13,28      | 46               | 69216      | 69690        |
| Saint-Pierre-la-Palud                        | 2.586                    | 7,53       | 343              | 69231      | 69210        |
| Sarcey                                       | 979                      | 9,99       | 98               | 69173      | 69490        |
| Savigny                                      | 1.970                    | 21,42      | 92               | 69175      | 69210        |
| Sourcieux-les-Mines                          | 2.098                    | 9,96       | 211              | 69177      | 69210        |
| Communauté de communes du Pays de l’Arbresle | 38.945                   | 183,89     | 212              | –          | –            |